# Синицкий, Леонтий Данилович
Лео́нтий Дани́лович Сини́цкий (псевдонимы: Л. Седов, Л. Д., Л. Д. С.; 1864—1933) — русский экономгеограф, антропогеограф; профессор.

## Биография
Родился 4 (16) марта 1864 года в в Каменце-Подольском в семье Д. А. Синицкого. Брат юриста Е. Д. Синицкого.
Окончил с золотой медалью Первую киевскую гимназию и поступил на естественно-историческое отделение физико-математического факультета Киевского университета. Был исключён со второго курса «за участие в студенческих беспорядках» и начал учиться на физико-математическом факультете Новороссийского университета, который окончил кандидатом в 1890 году.
Сдал при Киевском университете особый экзамен на право преподавания в гимназии истории и географии и в течение 1890—1895 годов работал учителем в женской гимназии в Киеве. Одновременно вел нелегальную революционную деятельность, в результате чего подвергался неоднократным обыскам. В это время он начал свою литературную деятельность: были напечатаны его статьи в «Киевской старине» ( «Малороссия из рассказов путешественников конца прошлого и начала нынешнего века») и в «Русской мысли» ( «Взгляды Шеффле на общество»).
В 1895 году он переехал в Москву, где преподавал в коммерческом училище Вяземской до 1906 года. как вольнослушатель посещал лекции Д. Н. Анучина по географии, этнографии и антропогеографии, а также лекции А. П. Павлова по геологии. В 1902 году под псевдонимом Л. Седов опубликовал в Вестнике воспитания статью Из жизни американской учащейся молодежи.
В 1906—1908 годах стажировался за границей. Пребывание за рубежом стимулировало литературную деятельность Синицкого. Его статьи (за подписями Л. Синицкий, Л. Д. С. и Л. Седов) педагогического и социологического содержания стал печатать журнал «Вестник воспитания». В своих статьях Синицкий знакомил российских читателей с постановкой школьного дела и педагогическими направлениями в разных странах Западной Европы (Германия, Австрия, Венгрия, Англия, Франция, Италия), с педагогическими идеями великих педагогов и писателей не только зарубежных (Песталоцци, Фребель, Шекспир, Гёте, Диккенс и другие), но и российских (Ушинский, Лев Толстой, Чехов, Короленко, Некрасов, Островский и другие).
В 1908 году Синицкий начал читал лекции по экономической географии и истории педагогики в Московском коммерческом институте, где вскоре получил профессуру. Однако продолжал преподавать и в средней школе: в 1909-1929 годах по приглашению коллектива преподавателей он работал директором мужского и женского коммерческих училищ.
С 1920 года Синицкий в течение двух лет работал в Московском отделе народного образования заведующим школьного подотдела подготовки учителей и заведующим научно-методического бюро. С 1922 года читал лекции по экономической географии в 1-м МГУ, с 1929 года (или 1925?) — во 2-м МГУ.
В 1930 году вышел на пенсию и последние годы жизни посвятил написанию ряда учебников по географии — общей, физической и особенно экономической. Учебники Синицкого имели значительный успех, их неоднократно переиздавали.
Умер в 1933 году. Похоронен на Даниловском кладбище.

## Научно-педагогическая деятельность
Л. Д. Синицкий собрал и обобщил в своих трудах антропогеографические идеи начиная с древних времен, провел их классификацию. Он разработал основные постулаты отечественной антропогеографии, дал определение данной дисциплине, провел критический анализ детерминизма. Используя научный метод антропогеографии описал процесс и результат расселения человечества по Земле.
Издал около 20 учебников по географии:
- Австралия и Океания. Океаны как пути мировых сношений. Учебник экономической географии для старших групп школ II ступени. — 1930
- Азия. Учебник экономической географии. — 1930.
- Америка. Учебник экономической географии. — 1927.
- Африка. Учебник экономической географии. — 1930.
- Внеевропейские страны. Для старших классов гимназий и для самообразования. — 1916.
- География. Рабочая книга для 7 года обучения. Для школ IV ступени. — 1929.

Также им были напечатаны:
- Города германской империи.
- Раса и среда. — М.: Тип. «И. Н. Кушнерев и К*», 1907. — 48 с.
- Лекции по землеведению (антропогеография). — 1915.
- Очерк истории антропогеографических идей. — 1909.
- Очерки географии. Европа, Азия, Африка, Америка и Австралия. — 1909.
- Очерки землеведения. — 1923.

## Семья
Дети: дочь Нина (1892—1953) и сын Евгений (1895—?).